# Klaus W. Müller
Klaus W. Müller (* 21. April 1945 in Mühlhausen an der Enz) ist ein deutscher evangelikaler Theologe und Missionswissenschaftler.

## Leben und Wirken
Nach seiner Volksschulzeit in Mühlhausen/Enz absolvierte Müller zunächst eine Ausbildung zum Kunstschreiner. Diesen Beruf übte er bis 1963 aus, erwarb danach an der Technischen Oberschule in Pforzheim die Mittlere Reife und studierte von 1964 bis 1969 am Missionsseminar der Liebenzeller Mission. 1985 erwarb er den M.A. in Missiologie am Fuller Theological Seminary, 1993 wurde er an der University of Aberdeen mit einer Arbeit über Georg Friedrich Vicedom zum Ph.D. promoviert.  Von 1970 bis 1981 war Müller Missionar in Mikronesien. 1982 gründete er das Forschungszentrum für deutschsprachige, evangelikale Mission. Sein Hauptforschungsgebiet ist die Kontextualisierung des christlichen Glaubens in nicht-europäischen Ländern. Von 1981 bis 1998 dozierte er am Seminar für Missionarische Fortbildung der Freien Hochschule für Mission in Korntal und war von 1994 bis 1998 zudem Professor für Mission am deutschen Zweig der Columbia International University. Danach unterrichtete Müller an der Freien Theologischen Hochschule Gießen (FTH) und an der Staatsunabhängigen Theologischen Hochschule Basel. Daneben arbeitet er im Promotionsprogramm der belgischen Evangelisch-Theologischen Fakultät in Löwen mit. Er war Vorsitzender des Arbeitskreises für evangelikale Missiologie (AfeM) und Herausgeber der Zeitschrift Evangelikale Missiologie.

## Privates
Müller heiratete 1971 auf Oneop Ulrike Düffert. Das Paar hat drei Kinder und wohnt in Biebertal.

## Veröffentlichungen
- Elenktik: Die Lehre vom scham- und schuldorientierten Gewissen, evangelikale missiologie 12 (1996), S. 98–110, ISSN 0177-8706.
- Georg F. Vicedom as missionary and peacemaker: his missionary practice in New Guinea. (Dissertation) Erlanger Verlag, Neuendettelsau 2002, ISBN 978-3-872143280.
- Das Gewissen in Kultur und Religion, VTR, Nürnberg 2010, ISBN 978-3-933372055.
- als Hrsg.: David J. Hesselgrave und Marita Wilczek (Übers.): Missionarische Verkündigung im kulturellen Kontext: Eine Einführung, Brunnen Verlag 2010, ISBN 978-3-765517396.
- The Protestant Mission on the Chuuk Islands in Micronesia: History, Strategy, and Methods Theology; 1873–1979. (Magisterarbeit 1981: The Protestant mission work on the Truk Islands in Micronesia), VTR, Nürnberg 2014.
- mit Elmar Spohn (Hrsg.): Interkulturelle Theologie versus Missiologie. Beiträge zu Geschichte – Mission – Theologie (Festschrift für Bernd Brandl zum 65. Geburtstag), VTR Verlag, Nürnberg 2020, ISBN 978-3-95776-101-9.
- mit Ulrike Müller: Was in aller Welt ist „Mission“? Eine missiologische Autobiografie, VTR Verlag, Nürnberg 2021, ISBN 978-3-95776-109-5.
- Wahrheit oder Geld? Das Dilemma der Finanzierung von Mission, VTR Verlag, Nürnberg 2025, ISBN 978-3-95776-154-5.